# Conte di Stamford

Stemma de Grey

Conte di Stamford fu un titolo appartiene alla famiglia antica inglese che ha le sue origini nelle case nobili Grey poi Booth-Grey di Dunham Massey nella Cheshire.
Nel 1628 II barone Grey di Groby diventato primo conte di Stamford; questo ramo della famiglia nobile discende da Lord John Grey di Pirgo nell'Essex, figlio minore di Thomas Grey, II marchese di Dorset.
Fratello maggiore di John Grey fu Henry, I duca di Suffolk, padre di Lady Giovanna Grey (regina per nove giorni); Suffolk venne condannato a morte per tradimento nel 1554 ed i suoi titoli si estinse.
La residenza principale dei conti di Stamford e Warrington fu Dunham Massey, vicino Altrincham nel Cheshire. Dunham Massey fu lasciata in eredità al National Trust dal decimo e ultimo conte ma continua a essere abitato dalla famiglia Turnbull, discendente di Lady Jane Turnbull, sorella e sola erede del decimo conte.
Altra residenza da Enville Hall, nello Staffordshire, ancora occupata dai membri della famiglia Grey. La casa venne ereditata per volere di George Harry Grey, VII conte di Stamford alla nipote Catherine Payne. Ella sposò nel 1905 Sir Henry Foley Lambert, settimo baronetto, che riprese il cognome Grey.
La residenza ancestrale dei Grey, Bradgate Park nel Leicestershire, fu usata solo per la caccia dopo che la famiglia andò ad Enville.

## Storia
Sir Henry Grey, figlio di Lord John Grey, fu elevato nel 1603 a pari d'Inghilterra come barone Grey of Groby, nella contea di Leicester. Egli fu succeduto dal nipote, il secondo barone Henry Grey, che fu creato conte di Stamford nel 1628.
Il Lord Stamford combatté per i parlamenti nella guerra civile inglese. Suo figlio maggiore Thomas Grey fu un leader della fazione parlamentista nella guerra civile e fu uno dei giudici che condannò a morte il re Carlo I d'Inghilterra.
Thomas Grey premorì al padre e non divenne mai conte. La figlia di Lord Stamford Lady Elizabeth Grey sposò George Booth, I barone Delamer e fu madre di Henry Booth, I conte di Warrington. Erede di Lord Stamford fu suo nipote Thomas Grey, cancelliere del ducato di Lancaster e lord presidente del Consiglio. Morì senza figli nel 1720 e il titolo passò al cugino Henry, figlio del On. John Grey, a sua volta figlio del primo conte.
Al terzo conte subentrò il figlio Harry che rappresentò brevemente il Leicestershire nella camera dei Comuni e sposò la cugina Lady Mary Booth, unica e erede di George Booth, conte di Warrington (alla cui morte nel 1758 la contea di Warrington si estinse).
Quando il quarto conte morì il titolo passò a suo figlio George Harry Grey che fu membro del parlamento per il Staffordshire e fu Lord luogotenente del Cheshire. Nel 1796 la baronia di Delamer (che era diventata estinta nel 1770) e la contea di Warrington mantenute dalla famiglia di sua madre furono ricreate per lui.
A George Harry subentrò il figlio omonimo (noto Lord Grey poi George Harry Grey, VI conte di Stamford) che rappresentò Aldborough e St Germans nel parlamento e fu Lord luogotenente del Cheshire.
Suo figlio George Harry, barone Grey of Groby (1802–1835) sedette in proprio alla camera dei Lords nel 1833 ma premorì al padre. Lord Stamford fu succeduto dal nipote George Harry, grande mecenate dell'ippica. Alla sua morte nel 1883 la sua baronia di Delamer e contea di Warrington si estinsero.
Il settimo conte lasciò il titolo al cugino di terzo grado del Reverendo Harry Grey, nipote di John Grey, figlio del quarto conte.
A Harry Grey successe il nipote William come IX conte. Tuttavia fu solo nel 1892 che il «Committee for Privileges» della camera dei Lords confermò la successione del titolo; il comitato infatti voleva essere certo che il matrimonio contratto dall'ottavo conte mentre si trovava all'estero non aveva prodotto prole legittima.
l'ottavo conte, che viveva in Sudafrica, aveva sposato la sua domestica dopo che aveva già dato alla luce due figli tra cui un maschio. Dato che questo figlio nacque prima del matrimonio dei genitori, la sua illegittimità impedì di ereditare il titolo.
Alla morte del nono conte il titolo passò a suo figlio unico Roger Grey che ricoprì brevemente il posto di sottosegretario parlamentare (PPS) al segretario di Stato per l'India il I conte Peel nel 1922.
Fu inoltre sindaco di Altrincham dal 1937 al 1938. Lord Stamford non si sposò e alla sua morte nel 1976 il titolo si estinse.

## Baroni Grey di Groby (1603)
- Henry Grey, I barone Grey di Groby (1547-1614)
- Henry Grey, II barone Grey di Groby (c. 1600–1673) (creato conte di Stamford nel 1628)

## Conti di Stamford (1628)
- Henry Grey, I conte di Stamford (c. 1600–1673)
- Thomas Grey, II conte di Stamford (c. 1653–1720)
- Harry Grey, III conte di Stamford (1685–1739)
- Harry Grey, IV conte di Stamford (1715–1768)
- George Harry Grey, V conte di Stamford (1737–1819) (recreato conte di Warrington nel 1796)
- George Harry Grey, VI conte di Stamford, secondo conte di Warrington (1765–1845)
- George Harry Grey, VII conte di Stamford, terzo conte di Warrington (1827–1883)
- Harry Grey, VIII conte di Stamford (1812–1890)
- William Grey, IX conte di Stamford (1850–1910)
- Roger Grey, X conte di Stamford (1896–1976)